# Potin
Pour les articles ayant des titres homophones, voir Pothain et Pothin.
Pour les articles homonymes, voir Potin (homonymie).
Le potin est un alliage formé de cuivre, d'étain et parfois de plomb (avec parfois des traces d'autres métaux). 
En archéologie et en numismatique, ce mot qualifie généralement un type de monnaie gauloise.

## Archéo-numismatique

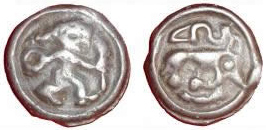
Potin Rèmes, type au personnage courant (LT. 8124), monnaie anépigraphe. Avers : Personnage courant vers la droite tenant un torque et une lance. Revers : Animal assimilé à un ours mangeant un serpent surmonté d'une fibule. Coll. privée Gblériot.

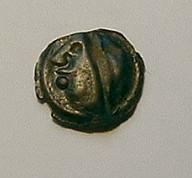
Potin dit « à la grosse tête », avers, monnaie trouvée à Étrelles-et-la-Montbleuse, non datée.

Ce format de pièce de monnaie apparaît liée à la culture de La Tène tardive, probablement à partir du IIe siècle avant notre ère — cette date fait encore débat — dans des régions occupées par des peuples gaulois et caractérise le monnayage celtique : on en trouve communément du nord de la Belgique actuelle à l'Auvergne, en passant par la Bretagne insulaire, l'Allemagne et la Suisse. La production se poursuit après l'invasion romaine, et au-delà du règne d'Auguste. La datation en est très difficile, elle repose sur les analyses stratigraphiques lors des fouilles archéologiques : le potin ne comporte en effet que peu de signes épigraphiques, mais principalement des figures stylisées : le mobilier monétaire celtique ne porte ni date ni inscription permettant un lien direct et incontournable avec un événement historique connu. Quand les Séquanes produisent des potins avec la mention « TOC », cette production réfère à Togirix et à la période datés de -58 à -50, mais ce genre d'inscription reste rare.  
Le potin est le plus souvent coulé et non frappé, constitué d'un alliage de cuivre, d'étain et de plomb, ce dernier métal pouvant entrer dans la composition finale jusqu'à hauteur de 30 %. Ils sont sensibles à la corrosion. Les archéologues et les numismates s'efforcent de répertorier l'ensemble des types ou motifs récurrents retrouvés à l'avers ou au revers des potins. Les types les plus anciens semblent tous dérivés du motif dit « au taureau cornupète », originellement fabriqué à Massalia (Marseille antique). Les types les plus communs sont dits « à la grosse tête » (casquée ou au bandeau), à la « tête diabolique », « au long cou », « au sanglier », au « personnage courant », etc. Certains types peuvent être attribués à un peuple gaulois spécifique. Le revers de la pièce figure souvent un animal stylisé, mais on trouve aussi des représentations anthropomorphiques. Les Suessions produisent eux des potins aux motifs animaliers et végétaux. Les Leuques ont recours au motif du sanglier. Les Turones à celui de la tête dite diabolique (un profil cornu).
Sur le plan économique et comptable, on n'a pas, à ce jour, pu mettre en évidence un système divisionnaire interne aux potins, ni déterminer leur pouvoir d'achat, ni leur rapport de conversion avec l'or et l'argent. Leur poids varient entre 2 et 7 g. De nombreux dépôts de potins ont été trouvés dans des sépultures.

## Métallurgie et tuyauterie
L'alliage traditionnellement utilisé en France pour la fonte de cloches et composé de 78 % de cuivre et 22 % d'étain est appelé familièrement « potin » par les fondeurs de cloches, mais le pourcentage « officiel » est de 9 % d'étain et de 91 % de cuivre.
Au tout début du XIXe siècle, ce mot est un terme de « fontainerie », comme en témoigne une définition issue d'un lexique datant de 1814 : « le potin est un métal factice composé de l'excrément du cuivre jaune (le laiton) et de quelque mélange de plomb, d'étain et de calamine ; il est aigre, cassant, et ne peut souffrir les coups du marteau. » C'était donc un des matériaux employé pour les pompes à eau.